# Galáxia Olho Negro
A galáxia do Olho Negro (Messier 64, NGC 4826) é uma galáxia espiral localizada a aproximadamente dezessete milhões de anos-luz (cerca de 5,2 megaparsecs) de distância na direção da constelação da Cabeleira de Berenice. Possui aproximadamente oitenta e seis mil anos-luz de diâmetro, uma magnitude aparente de +9,4, uma declinação de +21° 40' 58" e uma ascensão reta de 12 horas, 56 minutos e 44,2 segundos.
A galáxia NGC 4826 é também conhecida como Galáxia do Olho Negro devido a sua extraordinária aparência escura com numerosos pontos brilhantes. 
A característica mais estranha e peculiar observada nesta galáxia diz respeito aos seus movimentos internos, enquanto os braços externos movem-se em uma direção, a parte interna move-se para outra direção, este fato é de difícil explicação, mas os cientistas acreditam na hipótese de que a galáxia NGC 4826 seja o resultado da colisão entre duas galáxias, uma grande e uma pequena.

## Descoberta e visualização
A galáxia espiral foi descoberta por Edward Pigott em 23 de março de 1779, apenas 12 dias antes de Johann Elert Bode resdescobrir independentemente o objeto, em 4 de abril daquele ano. Pouco menos de um ano depois, o astrônomo francês Charles Messier também redescobriu a galáxia, em 1 de março de 1780, catalogando-a como seu objeto 64. A descoberta original de Pigott passou despercebida até em 2002, quando Bryn Jones encontrou percebeu o fato no artigo de Pigott, pois a publicação de seu artigo ocorreu apenas em 11 de janeiro de 1781 na Royal Society, enquanto Bode e Messier publicaram no mesmo ano de suas respectivas descobertas.
A mancha escura, que dá nome à galáxia Olho Negro, já tinha sido observada por William Herschel, descobridor de Urano, em 1785 e 1789. Herschel, à época, já comparava o objeto a um "olho negro".
Pode ser vista com bons binóculos e suas características podem ser visualizadas com telescópios amadores pequenos e médios. A nuvem de poeira, o "olho negro", que obscurece boa parte da galáxia, pode ser vista com telescópios de abertura de 4 polegadas ou mais.

## Características

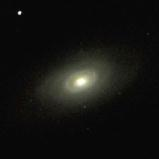
Galáxia do Olho Negro, projeto 2MASS

Também chamada de "galáxia Bela Adormecida", tem como principal características uma nuvem interestelar de poeira que obscurece parte da galáxia, visível mesmo em pequenos telescópios amadores. De acordo com
James D. Wray, a galáxia pode estar passando por uma segunda onda de geração de novas estrelas. As estrelas contidas em seus braços são de idade intermediária, pois não há material interestelar suficiente para gerar novas estrelas. Entretanto, a matéria expelida por meio de vento estelar, supernovas e nebulosas planetárias se acumulou para formar uma nova geração de estrelas. Esta segunda onda de geração estelar alcançou aparentemente a região escura da galáxia.
Há dois sistemas de gás e poeira em seu disco que orbitam o núcleo da galáxia em sentidos opostos. A parte mais interna do disco, com 3 000 anos-luz de diâmetro gira em sentido contrário à parte mais externa, que se estende por mais de 40 000 anos-luz; a velocidade relativa entre a zona de contato dos dois discos é de 300 km/s e é uma região com vigorosa formação estelar, vista da Terra como pontos azuis embebidos em uma região com nuvens de poeira em um dos lados do núcleo galáctico.
Foi uma das primeiras galáxias a ter uma fonte de rádio detectada. Seu núcleo é razoávelmente ativo, e a galáxia é classificada, portanto, como uma galáxia Seyfert II. Sua distância em relação à Terra não é ponto comum entre os astrônomos; as estimativas variam entre 12 e 44 milhões de anos-luz. Sua velocidade em relação à Terra é de 377 km/s, o que, segundo a lei de Hubble, sugeriria uma distância de 16 milhões de anos-luz. Porém, a galáxia se move em direção ao aglomerado de Virgem e essa componente da velocidade não é determinada. As pesquisas mais recentes, do Space Telescope Science Institute, estimam a distância em 19 milhões de anos-luz.
Seu diâmetro aparente na esfera celeste é de 9,3 minutos de grau, que equivale a um diâmetro real de 51 000 anos-luz. Sua magnitude aparente 8,5 corresponde a uma magnitude absoluta de -20,3. A galáxia faz parte do grupo de galáxias M94, da qual faz parte Messier 94 e a pequena galáxia irreguar UGC 8024, além de outras galáxias menores.